# Urbana (Ohio)
Urbana – miasto w Stanach Zjednoczonych, w stanie Ohio.
Liczba mieszkańców w 2000 roku wynosiła 11 687.
W Urbana urodził się Clancy Brown, amerykański aktor.